# Ruisseau Grand Nord (rivière Angers)
Pour les articles homonymes, voir Grand Nord.
Le ruisseau Grand Nord coule dans la péninsule gaspésienne, dans l'Est du Québec, au Canada. Ce cours d'eau traverse les municipalités régionales de comté (MRC) de :
- La Matapédia (région administrative du Bas-Saint-Laurent) : territoire non organisé de Lac-Casault, canton de Gravier ;
- Avignon (municipalité régionale de comté) (région administrative de la Gaspésie-Îles-de-la-Madeleine) : territoire non organisé de Rivière-Nouvelle, canton de Pilote ;
- Bonaventure (municipalité régionale de comté) (région administrative de la Gaspésie-Îles-de-la-Madeleine) : territoire non organisé de Rivière-Bonaventure, canton de Clapperton et d'Angers.

Le ruisseau Grand Nord coule généralement vers le Sud-Est, ou vers l'Est selon les segments, en zone forestière. Le ruisseau Grand Nord se déverse dans une plaine étroite sur la rive Nord de la Rivière Angers. Cette dernière coule vers l'Est, jusqu'à la rive Ouest de la rivière Cascapédia ; cette dernière descend à son tour vers le Sud jusqu'à la rive Nord de la Baie-des-Chaleurs laquelle s'ouvre vers l'Est sur le Golfe du Saint-Laurent.

## Géographie
Les bassins versants voisins du ruisseau Grand Nord sont :
- côté nord : rivière Square Forks ;
- côté est : rivière Cascapédia ;
- côté sud : rivière Angers ;
- côté ouest : ruisseau Petit Nord.

Le ruisseau Grand Nord prend sa source en zone montagneuse et forestière. Cette source est située à :
- 4,3 km à l'est de la limite du canton de Pilote (MRC de Rivière-Nouvelle) ;
- 37,5 km au nord-ouest de la confluence du ruisseau Grand Nord ;
- 52,6 km au nord-ouest du pont de la route 132 enjambant la rivière Cascapédia près de la confluence de cette dernière rivière.

À partir de sa source, le ruisseau Grand Nord coule sur 50,6 km, selon les segments suivants :
- 5,2 km vers le sud-est dans le canton de Gravier, jusqu'à la confluence d'un ruisseau (venant du Nord) ;
- 1,0 km vers le sud-est, jusqu'à la limite du canton de Pilote ;
- 3,2 km vers le sud-est dans le canton de Pilotte, jusqu'à un ruisseau (venant de l'Ouest) ;
- 2,1 km vers le sud-est, jusqu'à la confluence d'un ruisseau (venant du Sud-Ouest) ;
- 13,3 km vers l'est, en formant une courbe vers le Nord, jusqu'à la limite du canton de Clapperton ;
- 5,7 km vers l'est dans le canton de Clapperton, jusqu'à un ruisseau (venant du Sud-Ouest) ;
- 12,7 km vers le sud-est, jusqu'à la limite du canton d'Angers ;
- 4,3 km vers le sud-est dans le canton d'Angers, jusqu'à un ruisseau (venant de l'Ouest) ;
- 3,1 km vers le sud-est, jusqu'à la confluence de la rivière[2].

Le ruisseau Grand Nord se déverse sur la rive Nord de la Rivière Angers. Cette confluence est située à :
- 5,1 km à l'Ouest de la confluence de la rivière Angers ;
- 14,6 km au Nord-Ouest du pont de la route 132 situé près de la confluence de la Rivière Cascapédia.

## Toponymie
Le toponyme « ruisseau Grand Nord » a été officialisé le 5 décembre 1968 à la Commission de toponymie du Québec.